# NGC 1042
NGC 1042 ist eine Balken-Spiralgalaxie mit aktivem Galaxienkern vom Hubble-Typ SBc im Sternbild Walfisch südlich der Ekliptik. Sie ist schätzungsweise 61 Millionen Lichtjahre von der Milchstraße entfernt und hat einen Durchmesser von 80.000 Lj. Gemeinsam mit NGC 1035 und NGC 1052 bildet sie das Galaxientripel KTS 18.

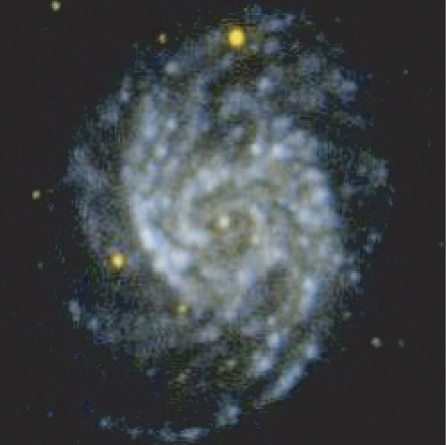
Aufnahme von GALEX
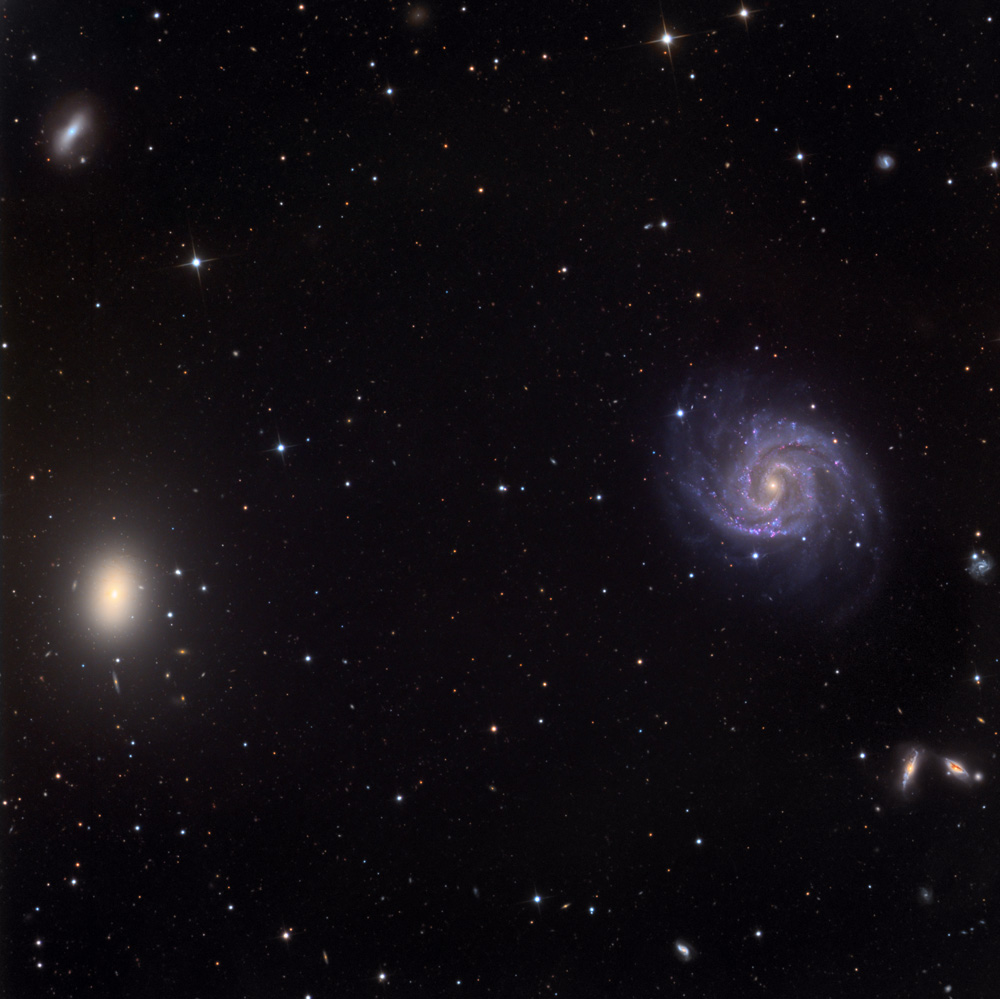
NGC 1042, NGC 1047, NGC 1048 und NGC 1052 mit dem 81-cm-Spiegelteleskop des Mount-Lemmon-Observatoriums.

Das Objekt wurde am 10. November 1885 vom US-amerikanischen Astronomen Lewis A. Swift entdeckt.